# Mohamed Zrida
Mohamed Zrida (ur. 1 lutego 1999) – marokański piłkarz, grający na pozycji środkowego pomocnika. W sezonie 2020/2021 zawodnik Rai Casablanca.

## Kariera klubowa
Wychowanek Rai Casablanca, do pierwszego zespołu tego klubu dołączył 1 stycznia 2020 roku.
W zespole seniorów zadebiutował jednak wcześniej.4 maja 2019 roku w meczu 27. kolejki marokańskiej ekstraklasy z Rapide Oued Zem, zremisowanym 3:3. Mohamed Zrida zaliczył w tym meczu pierwszą asystę. Asystował przy bramce w 52. minucie na 2:3 dla Rai. W sezonie 2019/2020 został z tym zespołem mistrzem kraju. Łącznie do 28 maja 2021 roku rozegrał 52 mecze (37 ligowych) i sześciokrotnie asystował.